# Parlamentsvalet i Portugal 2022

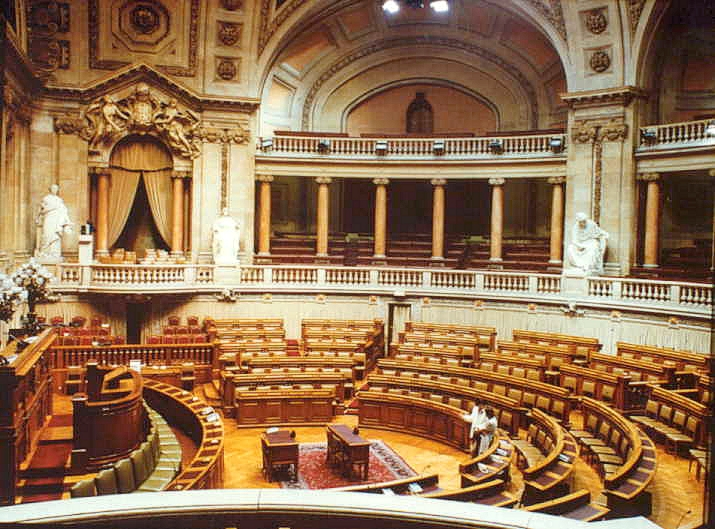
Det portugisiska parlamentet
Assembleia da República

Parlamentsvalet i Portugal 2022 hölls söndagen den 30 januari 2022 för att utse 230 platser i det portugisiska parlamentet - Assembleia da República.
Valdeltagandet var 58 procent.
Socialistpartiet, ledd av premiärminister António Costa, vann valet och uppnådde en absolut majoritet.

## Valresultat
När alla röster var räknade:
| Parti eller Koalition | Parti eller Koalition          | Politik                     | Andel röster i procent |
| --------------------- | ------------------------------ | --------------------------- | ---------------------- |
|                       | Socialistpartiet               | Socialdemokrati             | 41,50%                 |
|                       | Socialdemokraterna             | Socialliberal               | 27,83%                 |
|                       | Chega                          | Högerpopulism               | 7,28 %                 |
|                       | Liberalt initiativ             | Marknadsliberalism          | 4,88 %                 |
|                       | Demokratiska enhetskoalitionen | Vänster                     | 4,29%                  |
|                       | Vänsterblocket                 | Vänster                     | 4,42%                  |
|                       | Djur- och Naturpartiet         | Ekologism                   | 1,64%                  |
|                       | Livre                          | Ekosocialism, pro-europeisk | 1,29%                  |